# Jax-Ur
Jax-Ur est un personnage de DC Comics et un ennemi de Superman créé par Otto Binder & George Papp dans "Adventure Comics #289" en octobre 1961.

## Histoire
Jax-Ur est un scientifique fou qui travaille au Space Center de Krypton, c'est un collègue de Jor-El. Jax-Ur décide de créer un super missile nucléaire, qu'il teste avec succès contre une gigantesque météorite. Ce succès le pousse à commercialiser son missile mais les dirigeants de Krypton l'arrêtent et il devient le premier prisonnier de la Zone Fantôme.
Jax-Ur s'évadera de la Zone Fantôme grâce à une erreur temporelle. Il vient sur Terre et prend l'apparence de Jonathan Kent pour impressionner Superboy. Il dira que ses super-pouvoirs proviennent d'un bijou de l'espace. Superboy découvre la supercherie et le renvoie dans la Zone Fantôme.
Apparait dans Crisis on Infinite Earths.

## Apparitions dans d'autres médias
- Superman, l'Ange de Métropolis, la voix de Jax-Ur est assurée par Ron Perlman (VF : Joël Martineau)
- Smallville sous le nom de Dax-Ur, rôle joué par Marc McClure (saison 7 épisode 10)
- Jax-Ur est interprété par Mackenzie Gray dans Man of Steel, où il est l'officier scientifique du Général Zod.
- Dans la série Krypton Jax-Ur, interprété par Hannah Waddingham, était l'élève de l'arrière-arrière grand-père de Superman, Val-El, avant de tomber dans le terrorisme.